# Edward Linskens
Edward Linskens (* 6. November 1968 in Venray) ist ein ehemaliger niederländischer Fußballspieler. Er spielte für die PSV Eindhoven neun Jahre lang in der Eredivisie, gewann 1988 den Europapokal der Landesmeister und wurde viermal niederländischer Meister sowie Pokalsieger. Danach war er noch zwei Jahre aktiv, ehe er seine Karriere beendete.

## Karriere
Linskens begann seine Karriere in seiner Heimatstadt beim SV Venray. Im Alter von 17 Jahren wechselte er in die Jugend des Ehrendivisionär PSV Eindhoven. Dort gab er am 16. Januar 1988 sein Profidebüt, als er im Ligaspiel gegen den FC Twente Enschede in der 15. Minute für Adick Koot eingewechselt wurde. In der Folge wurde er von Trainer Guus Hiddink häufiger eingesetzt und kam auch im Europapokal der Landesmeister zum Einsatz. Dort ließ ihn Hiddink erstmals im Halbfinalhinspiel im Estadio Santiago Bernabéu gegen Real Madrid spielen. Linskens spielte von Beginn an und erzielte – nach dem frühen Führungstor von Madrid durch Hugo Sánchez – in der 19. Spielminute den Ausgleich zum späteren 1:1 Endstand. Im Rückspiel gelang ihm mit der PSV schließlich durch ein 0:0 aufgrund der Auswärtstorregel nach Hin- und Rückspiel der Finaleinzug. Vor dem Endspiel im Stuttgarter Neckarstadion konnte er mit der PSV bereits das Double durch den Gewinn der Meisterschaft vor Ajax Amsterdam und einem Sieg im Pokalendspiel gegen Roda JC Kerkrade holen. Am 25. Mai 1988 trat die PSV mit Linskens in der Startformation dann im Endspiel gegen Benfica Lissabon an und gewann mit 6:5 im Elfmeterschießen. Damit war die PSV einer von bis dato nur drei Triplesiegern.
Zur neuen Saison schoss er gleich am zweiten Spieltag gegen den FC Volendam sein erstes Ligator. Am Ende der Saison waren es insgesamt drei und das nationale Double konnte verteidigt werden, obwohl Linskens im Pokalfinale gegen den FC Groningen nicht zum Einsatz kam. Im Europapokal der Landesmeister wurde er auch nur zweimal eingesetzt und konnte das Ausscheiden im Viertelfinale gegen Real Madrid trotz seines Startelfeinsatzes im entscheidenden Rückspiel nicht verhindern. Die folgende Saison war die letzte unter der Leitung von Guus Hiddink, welcher Linskens wie in den Jahren zuvor nicht mehr als die Hälfte der Spiele bestreiten ließ. Am Saisonende wurde Eindhoven Vizemeister hinter Ajax und gewann den Pokal durch ein 1:0-Sieg über Vitesse Arnhem. Hiddink ging zu Fenerbahçe Istanbul und wurde durch Bobby Robson ersetzt. Dieser setzte Linskens in den folgenden zwei Spielzeiten in nur zwölf Ligaspielen ein und führte die PSV zu zwei Meistertiteln. Nachdem Robson 1992 durch Hans Westerhof ersetzt wurde avancierte Linskens erstmals zum Stammspieler, kam in 29 Ligaspielen zum Einsatz schoss dabei acht Tore und entschied das Spitzenspiel gegen Konkurrent Ajax durch seinen Doppelpack zum 2:1-Sieg. Zudem bestritt er als einziger im Kader der PSV alle zehn Spiele in der neugegründeten UEFA Champions League. Da Eindhoven jedoch weder einen nationalen Titel gewinnen konnte noch in der Champions League erfolgreich war, wurde Westerhof entlassen und es folgten zwei turbulente sowie erfolglose Spielzeiten, in denen Linskens wieder seltener als zuvor spielte. 1994 wurde Dick Advocaat als neuer Cheftrainer der PSV eingestellt und damit endete Linskens Zeit bei der PSV, da er in den Planungen von Advocaat keine Rolle spielte, verkaufte ihn dieser nach nur zehn Einsätzen in der Saison 1995/96 an NAC Breda.
In Breda blieb er nur bis Saisonende und wechselte anschließend nach Belgien zum Erstligisten Sporting Lokeren. Linskens konnte für Sporting in den Auswärtsspielen gegen Excelsior Mouscron, Cercle Brügge und die KAA Gent jeweils ein Tor erzielen und erreichte mit der Mannschaft um Jan Koller den zwölften Platz in der Abschlusstabelle. Nach einem Jahr wechselte er zurück in die Heimat zur VVV-Venlo. Für den damaligen Zweitligisten erzielte er nach Maurice Graef mit sieben Toren die zweitmeisten Treffer, wurde am Saisonende aber nur Tabellenelfter. Da sein Vertrag in Venlo nach dieser Saison nicht verlängert wurde und er keinen neuen Verein fand, beendete er seine Karriere bereits im Alter von 30 Jahren.

## Titel und Erfolge
- Europapokal der Landesmeister (1): 1988
- Niederländischer Meister (4): 1988, 1989, 1991, 1992
- Niederländischer Pokalsieger (4): 1988, 1989, 1990, 1996
- Niederländischer Supercup (1): 1992 (o.E.)